# Miklesz-Kolonia
Miklesz-Kolonia – nieoficjalna część wsi Miklesz w Polsce położona w województwie łódzkim, w powiecie sieradzkim, w gminie Złoczew.
Miejscowość wchodzi w skład sołectwa Miklesz.

## Historia
W latach 1975–1998 miejscowość administracyjnie należała do województwa sieradzkiego.
Nazwa z nadanym identyfikatorem SIMC występuje w zestawieniach archiwalnych TERYT z 1999 roku.